# Séminaire d'Orléans
Le séminaire d'Orléans ou séminaire interdiocésain d’Orléans devenu Séminaire Notre Dame de L'Espérance est un grand séminaire catholique qui se trouve à Orléans dans le département du Loiret (45) et le diocèse d'Orléans en région Centre-Val de Loire (France).
Ce séminaire est interdiocésain depuis 1990. Il est en effet ouvert pour les étudiants issus des diocèses de Blois (Loir-et-Cher), de Bourges (Cher), de Chartres (Eure-et-Loir), de Nevers (Nièvre), d'Orléans, de Sens-Auxerre (Yonne) et de Tours (Indre-et-Loire). Il peut aussi accueillir des étudiants envoyés par leur congrégation ou d'autres diocèses,. Certains cours sont ouverts aux laïcs désireux d'approfondir des thèmes particuliers.

## Histoire

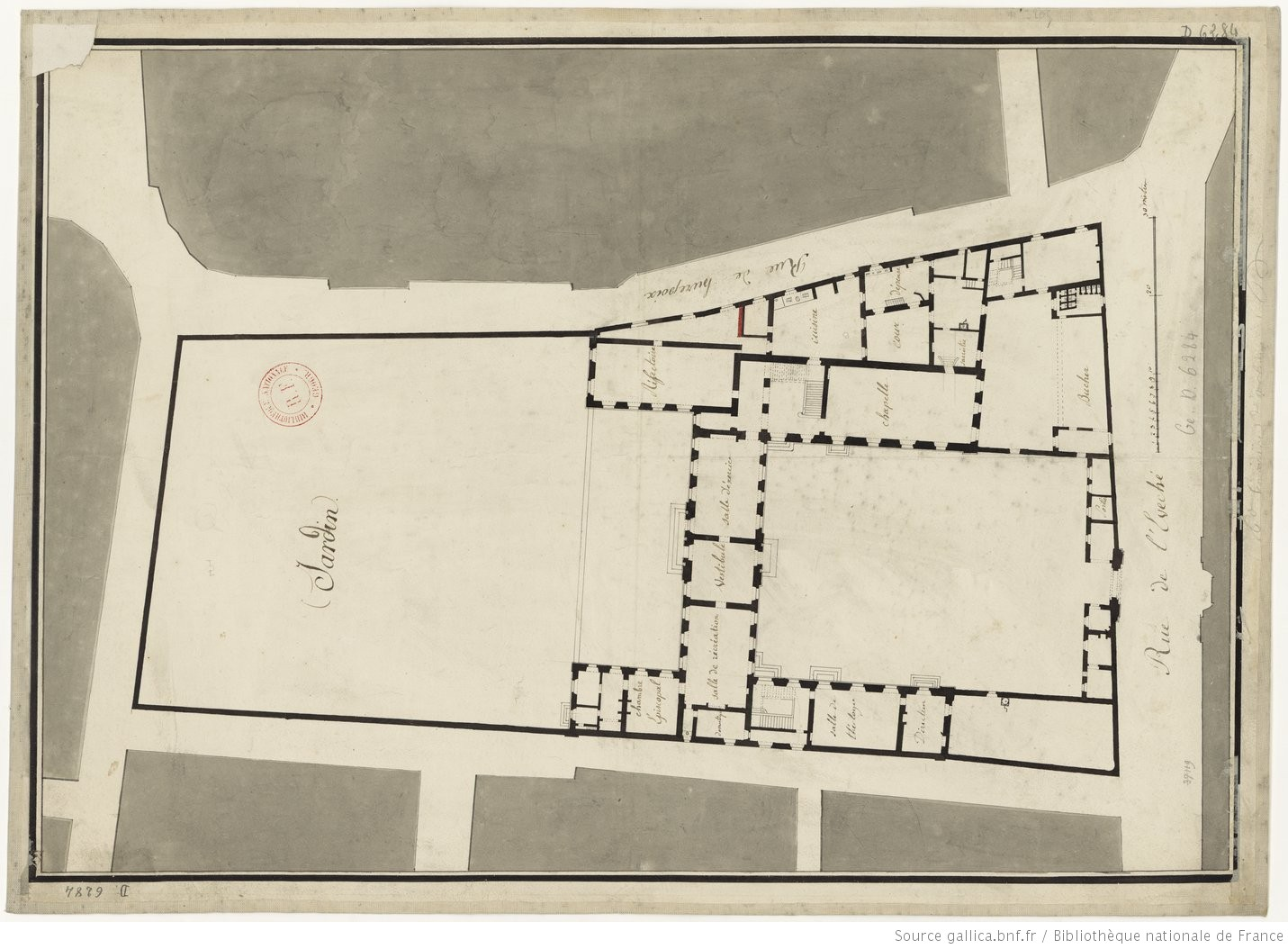
Plan du séminaire au début du XVIIIe siècle.

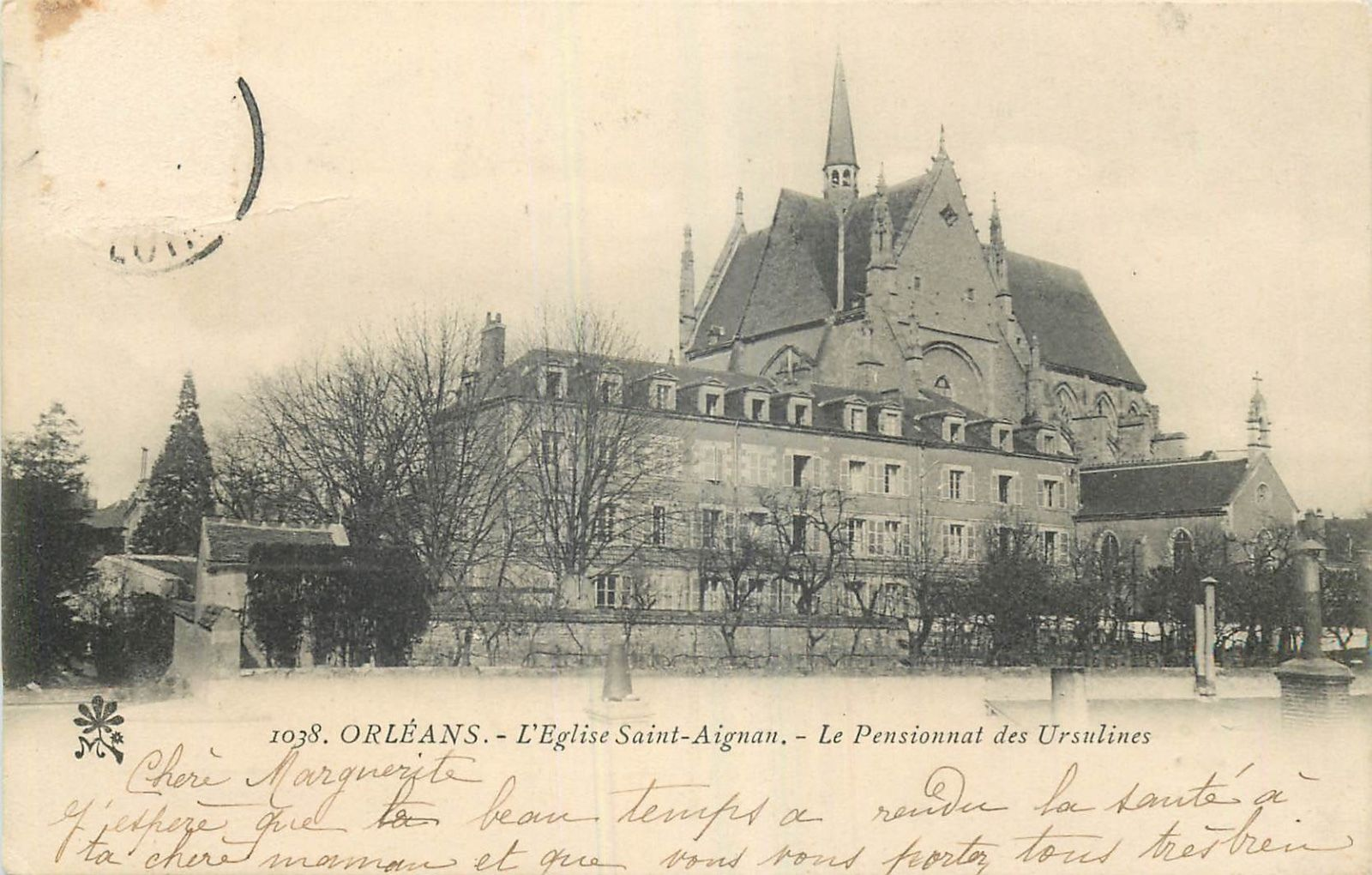
Le pensionnat des Ursulines, juste avant leur expulsion.

Le grand séminaire d'Orléans ouvre en 1670 pour le diocèse sous le règne du roi Louis XIV et selon la volonté de Pierre du Cambout de Coislin. Il s'installe dans les anciens locaux du chapitre Saint-Avit. Rapidement à l'étroit, le grand séminaire déménage ensuite dans un périmètre racheté par l'évêché entre les actuelles rues Dupanloup et des Bons-Enfants d’une part, du Bourdon-Blanc et Serpente de l’autre. La formation des séminaristes, qui s'étend sur quatre ans, est confiée aux sulpiciens. Sous la Révolution française, en 1792, les sulpiciens refusent de prêter serment à la constitution civile du clergé ce qui sert de prétexte à la fermeture du séminaire qui est rapidement transformé en prison.
Sous la Seconde Restauration, les séminaristes peuvent retourner en 1825 dans les locaux originels. Ils en sont à nouveau chassés lorsque le régime de la Troisième République confisque les biens de l'Église après la loi de séparation des Églises et de l'État (décembre 1905) ; les étudiants ont néanmoins le droit de rester jusqu'en décembre 1906. Le grand séminaire s'installe alors dans des locaux provisoires rue Pasteur, avant de déménager au numéro 1 cloître Saint-Aignan le 1er juillet 1909 ; ces locaux - à proximité de la collégiale Saint-Aignan - appartenaient auparavant à la communauté religieuse catholique des ursulines chassées par les lois anticléricales en 1904 ; le séminaire s'y trouve toujours aujourd'hui. On peut y admirer la terrasse construite sous le roi Louis XI avec ses deux échauguettes donnant sur la Loire.
Pendant la guerre de 1914-1918, dix-neuf séminaristes meurent au front, ainsi qu'un enseignant. Devant l'afflux des vocations dans l'après première guerre mondiale, le séminaire est de nouveau trop à l'étroit, mais il faut attendre l'arrivée de Jules-Marie-Victor Courcoux en 1926 pour l'agrandir. Les nouveaux locaux sur le côté ouest avec un réfectoire longeant la rue Coligny sont prêts en 1930.
Cependant, le bouleversement des mœurs à partir du milieu des années 1960 et les années post-conciliaires de crise de l'Église de France provoquent un reflux des vocations. Le premier cycle d'enseignement de tous les diocèses de la région apostolique du Centre est regroupé à Tours en 1967, tandis qu'Orléans ne devient plus qu'un centre de formation du second cycle. Mais les effectifs ne vont aussi qu'en diminuant. Finalement en 1980, Jean-Marie Lustiger, évêque d'Orléans, décide de réinstituer le séminaire en inaugurant un premier cycle propre au cloître Saint-Aignan en octobre de cette année. L'enseignement est confié aux eudistes et comprend six années d'études. Il est érigé canoniquement en l'an 2000.
En septembre 2003, le dernier séminaire de vocations d'aînés (Notre-Dame-du-Chemin), initialement situé à Vienne (Isère), s'intègre au séminaire d'Orléans. Cette communauté a la particularité d'accueillir des étudiants entrés tôt dans la vie professionnelle sans avoir terminé leurs études secondaires, pour une mise à niveau préparatoire. Ils sont placés sous la responsabilité particulière d'un prêtre missionnaire du Sacré-Cœur.
En 2016, le séminaire accueillait quarante-huit séminaristes dont six de Notre-Dame-du-Chemin. Le recteur en 2016 est l'abbé Laurent Tournier.